# Erich Zachau
Erich Zachau (* 1. November 1902 in Elbing; † 18. November 1978) war ein deutscher Volkswirtschaftler.

## Werdegang
Erich Zachau promovierte 1927 an der Rechts- und wirtschaftswissenschaftlichen Fakultät der Universität Jena. Von 1927 bis 1943 war er Angestellter des Deutschen Sparkassen- und Giroverbandes und der Deutschen Girozentrale-Deutsche Kommunalbank. Nach Entlassung 1943 arbeitete er als Wirtschaftsprüfer. Von 1948 bis 1957 war er Mitglied des Direktoriums der Bank deutscher Länder und Dezernent für Betrieb, Organisation und Verwaltung. Von 1957 bis 1972 war er Mitglied des Direktoriums und des Zentralbankrats der Deutschen Bundesbank und Dezernent für Personal, Zahlungsverkehr und Buchhaltung und Bilanz.
Erich Zachau war ab 1928 mit Gertrud Zachau, geborene Mengers, verheiratet, der Tochter der im Vernichtungslager Sobibor ermordeten Mary Mengers. Der Biochemiker Hans Georg Zachau (1930–2017) war ihr gemeinsamer Sohn.

## Ehrungen
- 1967: Großes Verdienstkreuz mit Stern der Bundesrepublik Deutschland